# Lange neus

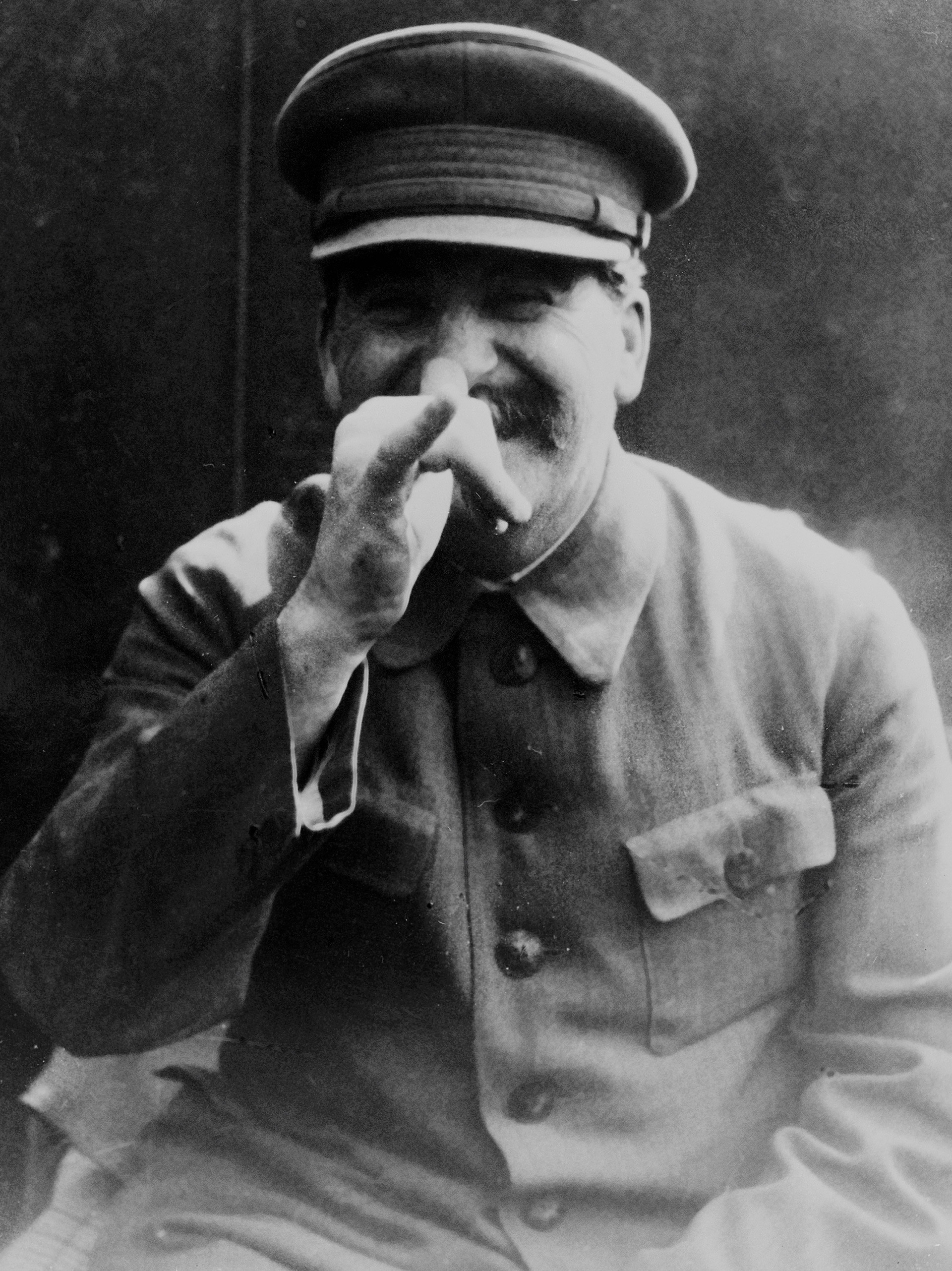
Jozef Stalin trekt een lange neus

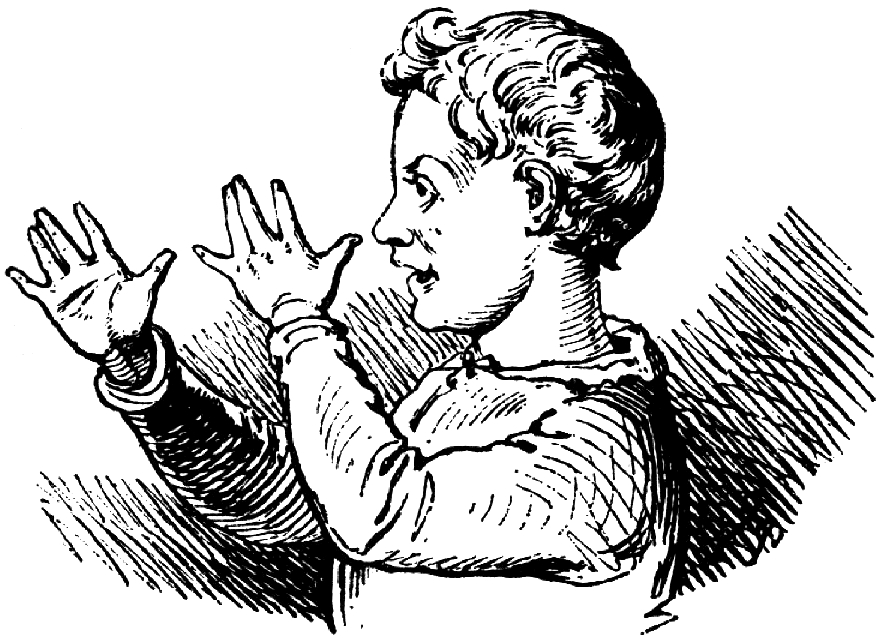
lange neus (Illustratie van Vilhelm Pedersen (1820-1859).

Een lange neus is een gebaar dat eruit bestaat om een gespreide hand met de duim tegen de neus te houden. Soms wordt de andere hand ook gespreid tegen de pink van de eerste hand gehouden, zodat een extra lange neus ontstaat. In plaats van de hand geheel te spreiden, kunnen de drie middelste vingers ook gekromd worden gehouden.
Het gebaar kan worden gebruikt om iemand duidelijk te maken dat hij of zij is beetgenomen, na een geslaagde grap waar iemand is ingetrapt. Een ander gebruik is om iemand te provoceren of jaloers te maken. Zo wordt een lange neus getrokken als versterking van het pronken met iets dat de ander ook graag wil hebben. Eveneens provocatief wordt het gebaar gebruikt met de betekenis "je kunt me toch niet krijgen".